# Parrocchia di Rapides
La parrocchia di Rapides (in inglese Rapides Parish) è una parrocchia dello Stato della Louisiana, negli Stati Uniti. La popolazione al censimento del 2000 era di 126 337 abitanti. Il capoluogo è Alexandria.
La parrocchia (in Louisiana le parrocchie costituiscono un livello amministrativo equivalente a quello delle contee degli altri stati degli USA) fu creata nel 1807.